# Giuseppe Revere
Giuseppe Prospero Revere (Trieste, 2 settembre 1812 – Roma, 22 novembre 1889) è stato uno scrittore e politico italiano.

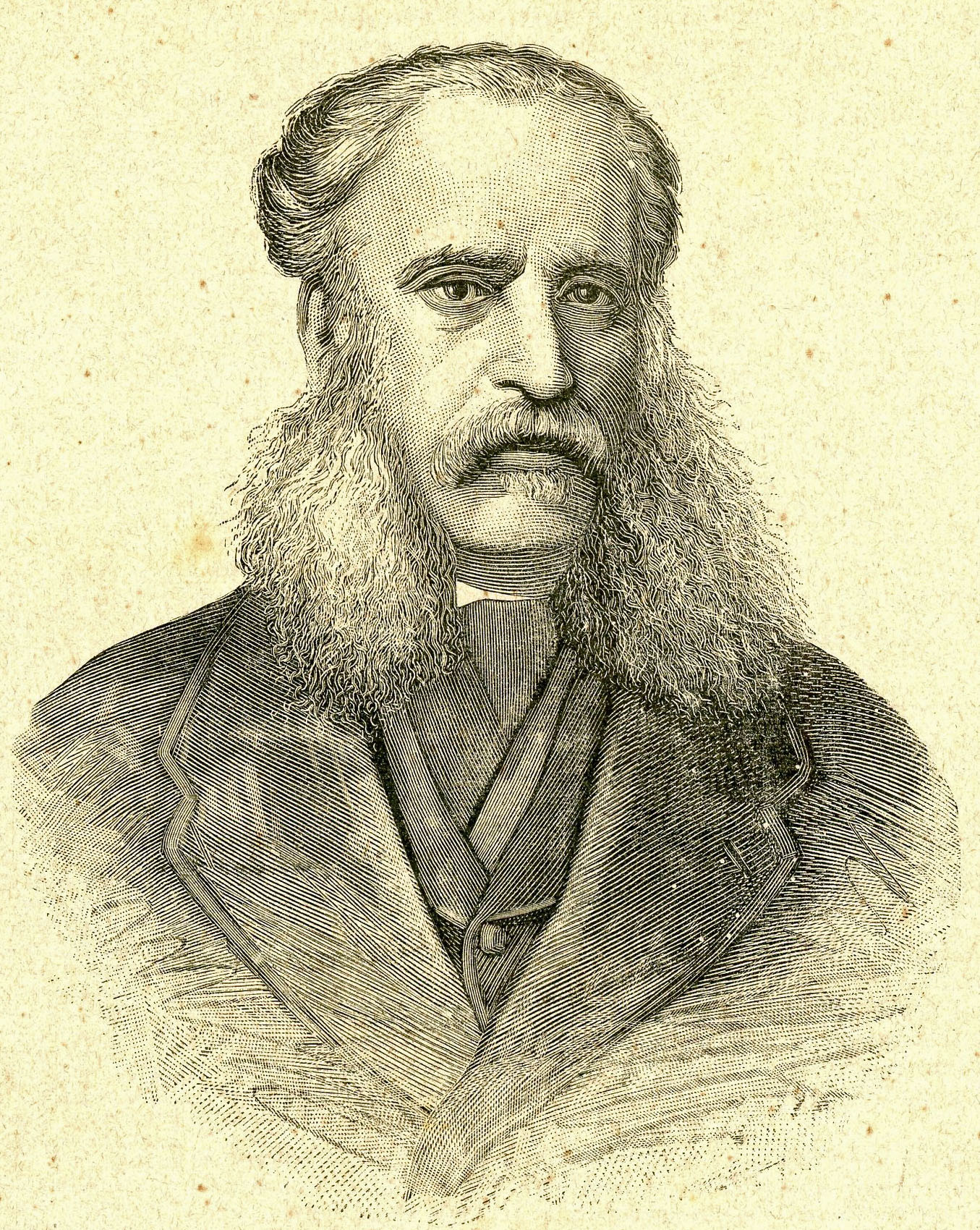
Il poeta Giuseppe Revere (xilografia)

Scrisse Drammi, sonetti e appunti di viaggio satirici. Un'edizione completa in quattro volumi fu pubblicata negli anni 1896-1898.
Giuseppe Revere studiò a Milano e si unì a Giuseppe Mazzini durante la Rivoluzione del 1848 per combattere per l'Unità d'Italia. Pubblicò il Bollettino Consolare per molti anni. Nel 1869 fu uno dei delegati del Regno d'Italia all'apertura del Canale di Suez.
Fra le sue opere si distinguono i drammi Lorenzino de' Medici del 1839, I piagnoni e gli arrabbiati al tempo di Girolamo Savonarola del 1843 e Sampiero da Bastelica del 1846. Le sue raccolte di poesie furono influenzate da Heine e Ugo Foscolo. I suoi racconti di viaggio considerati più importanti sono i Bozzetti alpini (1857), Marine e paesi (1858) e Variazioni (1857).
Una strada di Milano prende il suo nome. Anche a Trieste esiste una via a lui intitolata